# Комсомольское (Сакский район)
Комсомо́льское (до 1945 года Джолча́к; укр. Комсомольське, крымскотат. Colçaq, Джолчакъ) — исчезнувшее село в Сакском районе Республики Крым (согласно административно-территориальному делению Украины — Автономной Республики Крым), располагавшееся на севере района, в степной части Крыма, на старинном тракте из Гёзлева в Перекоп (сейчас — автотрасса 35К-015 Евпатория — Раздольное), примерно в 1,7 километра восточнее современного села Кольцово.

### Динамика численности населения
| - 1806 год — 49 чел. - 1864 год — 37 чел. - 1889 год — 117 чел. - 1892 год — 80 чел. | - 1900 год — 131 чел. - 1915 год — 21/0 чел. - 1926 год — 125 чел. - 1939 год — 127 чел. |

## История
Первое документальное упоминание села встречается в Камеральном Описании Крыма… 1784 года, судя по которому, в последний период Крымского ханства Юлчак входил в Козловский кадылык Козловского каймаканства. После присоединения Крыма к России (8) 19 апреля 1783 года, (8) 19 февраля 1784 года, именным указом Екатерины II сенату, на территории бывшего Крымского Ханства была образована Таврическая область и деревня была приписана к Евпаторийскому уезду. После Павловских реформ, с 1796 по 1802 год, входила в Акмечетский уезд Новороссийской губернии. По новому административному делению, после создания 8 (20) октября 1802 года Таврической губернии, Джолчак был включён в состав Кудайгульской волости Евпаторийского уезда.
По Ведомости о волостях и селениях, в Евпаторийском уезде с показанием числа дворов и душ… от 19 апреля 1806 года в деревне Иолчак числилось 4 двора, 43 крымский татарина и 6 ясыров. На военно-топографической карте генерал-майора Мухина 1817 года деревня обозначена как Долчак с теми же 4 дворами. После реформы волостного деления 1829 года Имчак, согласно «Ведомости о казённых волостях Таврической губернии 1829 года» остался в составе Кудайгульской волости. На карте 1836 года в деревне Джолчак, или Николаевка 3 двора, а на карте 1842 года Джолчак обозначен условным знаком «малая деревня», то есть, менее 5 дворов.
В 1860-х годах, после земской реформы Александра II, деревню приписали к Чотайской волости. В «Списке населённых мест Таврической губернии по сведениям 1864 года.», составленном по результатам VIII ревизии 1864 года, Иолчак (или Джолчак, или Николаевка) — владельческая татарская деревня, с 8 дворами, 37 жителями и мечетью при колодцах. По обследованиям профессора А. Н. Козловского 1867 года, глубина колодцев в деревне составляла 25—40 саженей (52—85 м), вода в которых была горькая или солёная и «кроме неё другой воды нет». На трехверстовой карте Шуберта 1865—1876 года в деревне Джолчак (Николаевка) обозначено 6 дворов). В «Памятной книге Таврической губернии 1889 года», по результатам Х ревизии 1887 года, в деревне Джолчак числилось 20 дворов и 117 жителей. Согласно «…Памятной книжке Таврической губернии на 1892 год», в деревне Иолчак, входившей в Иолчакский участок, было 80 жителей в 13 домохозяйствах.
Земская реформа 1890-х годов в Евпаторийском уезде прошла после 1892 года, в результате Джолчак приписали к Сакской волости. По «…Памятной книжке Таврической губернии на 1900 год» в деревне числилось 131 житель в 23 дворах. По Статистическому справочнику Таврической губернии. Ч.II-я. Статистический очерк, выпуск пятый Евпаторийский уезд, 1915 год, в имении Джалчак (Николаевка, наследников Эрзы Дувана, отца Семёна и Исаака Дуванов) Сакской волости Евпаторийского уезда числилось 3 двора (все дворы с землёй) и 21 человек приписного населения, из которых 12 мужчин и 9 женщин. В имении числилось 360 десятин удобной земли. В хозяйстве имелось 38 лошадей, 18 волов, 18 коров и 196 голов мелкого скота.
- Исаак Дуван
- Семён Дуван, владельцы имения Джалчак

После установления в Крыму Советской власти, по постановлению Крымревкома от 8 января 1921 года № 206 «Об изменении административных границ» была упразднена волостная система и село вошло в состав Евпаторийского района Евпаторийского уезда, а в 1922 году уезды получили название округов. 11 октября 1923 года, согласно постановлению ВЦИК, в административное деление Крымской АССР были внесены изменения, в результате которых округа были отменены и произошло укрупнение районов — территорию округа включили в Евпаторийский район. Согласно Списку населённых пунктов Крымской АССР по Всесоюзной переписи 17 декабря 1926 года, в селе Джолчак, Отешского сельсовета Евпаторийского района, числилось 32 двора, все крестьянские, население составляло 125 человек, все татары, действовала татарская школа. Время образования Джолчакского сельсовета пока не установлено, но на 1940 год он, как Джелчакский, уже существовал. По данным всесоюзная перепись населения 1939 года в селе проживало 127 человек.
В 1944 году, после освобождения Крыма от фашистов, согласно Постановлению Государственного комитета обороны № 5859 от 11 мая 1944 года, 18 мая крымские татары были депортированы в Среднюю Азию. 12 августа 1944 года было принято постановление № ГОКО-6372с «О переселении колхозников в районы Крыма» и в сентябре 1944 года в район приехали первые новосёлы (150 семей) из Киевской и Каменец-Подольской областей, а в начале 1950-х годов последовала вторая волна переселенцев из различных областей Украины. Указом Президиума Верховного Совета РСФСР от 21 августа 1945 года Джелчак был переименован в Комсомольское и Джелчакский сельсовет — в Комсомольский. С 25 июня 1946 года Комсомольское в составе Крымской области РСФСР. 26 апреля 1954 года Крымская область была передана из состава РСФСР в состав УССР. Видимо, к отому времени опустевшее после войны и депортации село опустело настолько, что вскоре было упразднено, поскольку в списках ликвидированных после 1954 года сёл уже не значится.